# إيميل أوديرو
إيميل أوديرو (بالإيطالية: Emil Audero)‏ (18 يناير 1997 إندونيسيا - ) هو لاعب كرة قدم إيطالي، يلعب كحارس مرمى.

## الاحصائيات

### الأندية
آخر تحديث 22 مايو 2022.
| النادي            | الموسم        | الدوري        | الدوري    | الدوري  | كأس       | كأس     | أوروبيًا   | أوروبيًا | أخرى      | أخرى    | المجموع   | المجموع |
| النادي            | الموسم        | القسم         | المباريات | الأهداف | المباريات | الأهداف | المباريات | الأهداف | المباريات | الأهداف | المباريات | الأهداف |
| ----------------- | ------------- | ------------- | --------- | ------- | --------- | ------- | --------- | ------- | --------- | ------- | --------- | ------- |
| يوفنتوس           | 2016–17       | سيريا أ       | 1         | 0       | 0         | 0       | 0         | 0       | 0         | 0       | 1         | 0       |
| فينيزيا (إعارة)   | 2017–18       | سيريا بي      | 38        | 0       | 1         | 0       | —         | —       | 3         | 0       | 42        | 0       |
| سامبدوريا (إعارة) | 2018–19       | سيريا أ       | 36        | 0       | 1         | 0       | —         | —       | —         | —       | 37        | 0       |
| سامبدوريا         | 2019–20       | سيريا أ       | 36        | 0       | 2         | 0       | —         | —       | —         | —       | 38        | 0       |
| سامبدوريا         | 2020–21       | سيريا أ       | 37        | 0       | 1         | 0       | —         | —       | —         | —       | 38        | 0       |
| سامبدوريا         | 2021–22       | سيريا أ       | 29        | 0       | 1         | 0       | —         | —       | —         | —       | 30        | 0       |
| سامبدوريا         | مجموع         | مجموع         | 138       | 0       | 5         | 0       | 0         | 0       | 0         | 0       | 143       | 0       |
| مجموع المسيرة     | مجموع المسيرة | مجموع المسيرة | 177       | 0       | 6         | 0       | 0         | 0       | 3         | 0       | 186       | 0       |

1. ↑   مرات الظهور في تصفيات ترقية دوري الدرجة الثانية - البلاي أوف

## روابط خارجية
- إيميل أوديرو على موقع الاتحاد الأوربي (الإنجليزية)
- إيميل أوديرو على موقع إي إس بي إن إف سي (الإنجليزية)
- إيميل أوديرو على موقع قاعدة بيانات كرة القدم.إي يو (الإنجليزية)
- إيميل أوديرو على موقع ليكيب (الفرنسية)
- إيميل أوديرو على موقع Soccerbase.com (لاعب) (الإنجليزية)
- إيميل أوديرو على موقع Soccerway.com (الإنجليزية)
- إيميل أوديرو على موقع عالم كرة القدم.نت (الإنجليزية)
- إيميل أوديرو على موقع AS.com (الإسبانية)